# 沙托拉 (喬治亞州)
沙托拉（英語：Satolah）是位於美國喬治亞州雷本縣的一個非建制地區。該地的面積和人口皆未知。

## 地理
沙托拉的座標為34°59′25″N 83°11′35″W / 34.99028°N 83.19306°W，而該地的平均海拔高度為753米（即2470英尺）。